# Südwest-Kaukasische Republik
Die Südwest-Kaukasische Republik (Osmanisch: Cenubî Garbi Kafkas Hükümet-i Cumhuriyesi; türkisch Güneybatı Kafkasya Cumhuriyeti, aserbaidschanisch Cənubi-Qərbi Qafqaz Cümhuriyyəti) oder auch kürzer Republik Kars war ein kurzlebiger Staat, der in Kars von einer provisorischen Regierung ausgerufen wurde.
Die Republik sollte die von Muslimen bewohnten Gebiete Kars, Batumi, Teile des Distrikts und der Provinz Jerewan und Achalziche, Achalkalaki im Distrikt Tiflis umfassen. Praktisch reichte die Regierungsgewalt nicht über das Gebiet Kars hinaus. Außerdem stand das Gebiet unter britischer Armeeverwaltung, die die Republik lediglich duldete.

## Hintergrund
Mit dem Friedensvertrag von Brest-Litowsk am 3. März 1918 übergab Sowjetrussland Kars, Ardahan und Batumi zur „Neuordnung“ an die Osmanen. Diese Gebiete hatte Russland im Krieg 1878 den Osmanen entrissen. Als die Russen sich aus Anatolien zurückzogen, kam es zu Kämpfen zwischen Osmanen und Armeniern, die kurz vorher die Demokratische Republik Armenien gegründet hatten. 1918 war General Tovmas Nazarbekian Kommandant der Kaukasusfront und Andranik Toros Ozanian übernahm die Verantwortung für die Gebiete, die den Osmanen übergeben worden waren. In den Auseinandersetzungen mussten sich die Armenier nach und nach aus Ostanatolien zurückziehen. So räumten sie erst Erzincan, dann nach der Schlacht von Kara Kilise 1918 Erzurum und Sarıkamış. Es kam noch zu den Schlachten von Sardarapat und Bash Abaran. 1918 verloren sie Van an die Osmanen und dann noch Trabzon, das von Vehib Pascha eingenommen wurde.
Am Ende wurde zwischen den beiden Staaten am 4. Juni 1918 der Vertrag von Batumi unterzeichnet. Die Osmanen konnten so ihre ehemaligen Gebiete wieder unter Kontrolle bringen und bauten die Stadt Kars zu einem militärischen Hauptquartier aus.
Noch im selben Jahr wurde mit dem Waffenstillstand von Mudros der Krieg zwischen dem Osmanischen Reich und den Entente beendet. Der Waffenstillstand sah vor, dass sich die Osmanen hinter die Grenzen von 1914 zurückziehen sollten. So mussten die Osmanen die Gebiete um Kars wieder räumen. Daraufhin besetzten die Briten Kars, Batumi und Baku. In Kars entstand eine pro-osmanische Bewegung, die schließlich zur Bildung einer provisorischen Regierung unter Esad Oktay Bey und Fahrettin Pirioğlu führte.

## Etablierung
Die Mehrheit der Menschen im Südwesten Transkaukasiens waren Muslime und fühlten sich mehr mit Aserbaidschan verbunden. Doch Georgien verhinderte eine Expansion Aserbaidschans Richtung Südwesten. Andernfalls hätte Aserbaidschan bis zum Schwarzen Meer gereicht. Als Folge wurde am 27. September das Muslimisch Nationale Komitee in Kars gegründet. Das Komitee trat für eine Autonomie oder Unabhängigkeit der muslimischen Gebiete im Südwesten ein.
Am 1. Dezember verkündete das Komitee unilateral die Südwest-Kaukasische Republik und wählte Cihangirzade İbrahim Bey zum Präsidenten. Die neue Republik erhob Anspruch auf Kars, Batumi, Achalziche, Achalkalaki, Şərur und Nachitschewan, was von Aserbaidschan gefördert wurde. Die Republik sprach allen Einwohnern außer Armeniern volle Rechte zu. Darüber hinaus erhielt es von Großbritannien die Zusicherung von Hilfe gegen eine Okkupation seitens Georgiens oder Armeniens bis zur endgültigen Regelung der Sachlage in der Friedenskonferenz in Paris 1919.
Am 13. Januar sandte die britische Verwaltung in Batumi eine Delegation von 60 Armeniern nach Kars, um dort Stepan Korganow als Gouverneur der Provinz Kars einzusetzen. Das muslimische Parlament lehnte diesen Vorschlag der Briten ab und verweigerte weitere Verhandlungen mit den Armeniern. Die Ausschreitungen zwischen beiden Seiten nahmen nach diesem Ereignis sehr zu.
In der Zwischenzeit wurden im Januar Wahlen abgehalten, die zu Bildung eines neuen Parlamentes am 14. Januar führten. Das Parlament hatte 64 Mitglieder, von denen 60 Muslime, drei Griechen und ein russischer Molokan waren. Am 17. Januar nahm das Parlament eine Verfassung mit 18 Artikeln an. Die Teşkilâtı Esasiye Kanunu garantierte Frauen das Wahlrecht, machte Kars zur Hauptstadt und Türkisch zu Amtssprache. Am 27. März wurde die neue Regierung seitens des Parlamentes bestätigt.

## Britischer Eingriff und Auflösung
Als Kämpfe zwischen der Republik und Georgien und Armenien ausbrachen, ignorierte die britische Verwaltung ihre Vereinbarung. Stattdessen marschierten die Briten unter General William Montgomery Thomson am 19. April 1919 in Kars ein und sprengten eine Parlamentssitzung. 30 Parlamentarier und Regierungsmitglieder wurden verhaftet. Elf der Gefangenen wurde nach Batumi gebracht. Von dort kamen sie nach Istanbul von wo sie dann am 2. Juni nach Malta ins Exil geschickt worden sind. Kars wurde unter armenische Verwaltung gestellt. Am 7. Juli übernahmen die Georgier Batumi von den Briten.
Die elf Exilanten waren:
| Name                   | Amt                                                  |
| ---------------------- | ---------------------------------------------------- |
| Aziz Cihangiroğlu      | Justizminister                                       |
| Alibeyzade Mehmet Bey  | Verwalter                                            |
| Hasan Han Cihangiroğlu | Verteidigungsminister                                |
| İbrahim Cihangiroğlu   | Parlamentsvorsitzender                               |
| Mehmetoğlu Muhlis Bey  | Kommunikationsverantwortlicher                       |
| Matroi Radjinski       | Russisches Parlamentsmitglied                        |
| Musa Salah Bey         | Polizeichef                                          |
| Pavlo Camusev          | Russisches Parlamentsmitglied                        |
| Tauchitgin Memlejeff   | Innenminister                                        |
| Stefani Vafiades       | Griechisches Parlamentsmitglied, Sozialhilfeminister |
| Yusufoğlu Yusuf Bey    | Nahrungsminister                                     |

## Nachspiel
Nach dem Türkisch-Armenischen Krieg in den 1920er Jahren und den nachfolgenden Verträgen sind Kars, Ardahan und Iğdır Teil der Türkei geworden. Batumi blieb Teil Georgiens.
Der türkische Roman Rus kızı Vasilisa (Das russische Mädchen Vasilisa) von Erkan Karagöz erzählt die Geschichte zwischen Vasilisa und Şevket vor dem Hintergrund der Republik. In einer türkischen Zeitung wird in Bezug auf Karagöz Arbeiten folgendes gesagt: Anatoliens erste multikulturelle, demokratische und unabhängige Republik, die auf dem Prinzip der Brüderlichkeit der Völker basierte, die die offizielle Geschichte gering schätzte.

## Zeitleiste
- März 1878: Russland annektiert das osmanische Kars.
- 3. März 1918: Laut dem Friedensvertrag von Brest-Litowsk zieht sich Russland aus Kars zurück.
- 14. April 1918: Die Osmanen besetzen Kars.
- 30. Oktober 1918: Der Waffenstillstand von Moudros beendet den Ersten Weltkrieg im Nahen Osten.
- 1. Dezember 1918: Die Südwest-Kaukasische Republik wird proklamiert.
- 10. April 1919: Beseitigt durch High Commissioner Admiral Somerset Arthur Gough-Calthorpe.
- 19. April 1919: Der britische General William Montgomery Thomson besetzt die Region Kars.
- 16. März 1921: Der Vertrag von Kars spricht Kars und Ardahan der Türkei zu.